# 卩部
卩部為漢字索引中的部首之一，計二畫，是康熙字典214個部首中的第26個（二畫的中為第20個）。卩部位於右側時寫作「卩」；位於下方時變形作「㔾」。一字帶「卩」或「㔾」且無其他部首時歸為卩部。

## 部首單字解釋
古代一種代表身分與權力的信物，即瑞信。本作卪，今通作節。見說文。
㔾：卩的或體。

## 字形

甲骨文
金文
小篆

### 部首字元及變形
- ⼙（康熙部首）：KANGXI RADICAL SEAL (U+2F19)

位於文字區：
- 卩：CJK UNIFIED IDEOGRAPH-5369
- 㔾（偏旁變形）：CJK UNIFIED IDEOGRAPH-353E

## 名稱
- 漢語：卩部（注音：ㄐㄧㄝˊ ㄅㄨˋ）、单耳旁（卩）、单耳刀（卩）、单耳朵（卩）、卷字底（㔾）、仓字底（㔾，简体中文）
- 日語：
- 朝鲜語：
- 英語：Radical Seal

## 字例
| 部首外筆畫 | 字例 -{      |
| ---------- | ------------ |
| 0          | 卩㔾         |
| 1          | 卪㔿卫       |
| 2          | 卬           |
| 3          | 𠨑卭卮卯     |
| 4          | 印危         |
| 5          | 㕀卲即却卵   |
| 6          | 卺㕁卶卷卸卹 |
| 7          | 卽卻卼       |
| 9          | 卿卾         |
| 10         | 𠨡           |
| 11         | 厀厁         |
| 16         | 𠨪 }-        |